# 마포구의 행정 구역
마포구의 행정 구역은 26개의 법정동을 16개의 행정동으로 나누어 관리를 하고 있다. 마포구의 면적은 2011년 1월 1일을 기준으로 23.87 km2이며, 인구는 2012년 5월 1일을 기준으로 168,371 세대, 397,736명이다.

## 행정 구역
| 행정동    | 한자      | 면적  | 세대    | 인구    |
| --------- | --------- | ----- | ------- | ------- |
| 공덕동    | 孔德洞    | 1.02  | 16,126  | 37,399  |
| 아현동    | 阿峴洞    | 0.76  | 8,153   | 19,484  |
| 도화동    | 桃花洞    | 0.62  | 9,408   | 23,943  |
| 용강동    | 龍江洞    | 0.84  | 7,777   | 19,365  |
| 대흥동    | 大興洞    | 0.89  | 8,417   | 16,044  |
| 염리동    | 鹽里洞    | 0.43  | 8,261   | 18,618  |
| 신수동    | 新水洞    | 0.78  | 9,801   | 23,720  |
| 서강동    | 西江洞    | 1.47  | 11,529  | 25,855  |
| 서교동    | 西橋洞    | 1.63  | 15,467  | 29,052  |
| 합정동    | 合井洞    | 1.71  | 9,426   | 21,058  |
| 망원제1동 | 望遠第1洞 | 1.14  | 10,787  | 24,960  |
| 망원제2동 | 望遠第2洞 | 0.67  | 8,287   | 21,628  |
| 연남동    | 延南洞    | 0.65  | 9,075   | 20,461  |
| 성산제1동 | 城山第1洞 | 0.80  | 8,896   | 21,301  |
| 성산제2동 | 城山第2洞 | 2.07  | 15,628  | 41,371  |
| 상암동    | 上岩洞    | 8.39  | 11,333  | 33,474  |
| 마포구    | 麻浦區    | 23.87 | 168,371 | 397,736 |

## 개요
| 행정동    | 법정동   | 한자     | 설명 |
| --------- | -------- | -------- | --- |
| 공덕동    | 공덕동   | 孔德洞   | 조선시대에는 한성부 서부 용산방 청파4계(靑坡四契)·공덕리계(孔德里契)·만리창계(萬里倉契) 지역이었다. 1913년 경기도 고양군 용강면 공덕리로 되었고, 1936년 경성부 공덕정(孔德町)으로 편입되었다. 1943년 서대문구 공덕정이 되었고, 1944년 마포구 관할이 되었으며, 1946년 10월 1일 공덕동으로 개명. |
| 공덕동    | 신공덕동 | 新孔德洞 | 조선시대에는 한성부 서부 용산방 성외(城外) 신창계(新倉契)였다. 1913년 경기도 고양군 용강면(龍江面) 신공덕리(新孔德里)였고, 1936년 경성부 신공덕정(新孔德町)으로 편입되었다. 1943년 서대문구 신공덕정으로 바뀌었고, 1944년 마포구 관할이 되었으며, 1946년 10월 1일 신공덕동으로 개명.           |
| 공덕동    | 아현동   | 阿峴洞   | 조선시대에는 한성부 서부 반송방 아현계(阿峴契)· 차자리계(車子里契)· 권정승계(權政丞契)였다. 1913년 경기도 고양군 용강면(龍江面) 아현리로 되었고, 1936년 경성부 아현정(阿峴町)으로 바뀌었다. 1943년 서대문구로 편입되었고, 1944년 마포구에 속한 뒤 1946년 10월 1일 아현동으로 개명.             |
| 아현동    | 〃       | 阿峴洞   | 조선시대에는 한성부 서부 반송방 아현계(阿峴契)· 차자리계(車子里契)· 권정승계(權政丞契)였다. 1913년 경기도 고양군 용강면(龍江面) 아현리로 되었고, 1936년 경성부 아현정(阿峴町)으로 바뀌었다. 1943년 서대문구로 편입되었고, 1944년 마포구에 속한 뒤 1946년 10월 1일 아현동으로 개명.             |
| 아현동    | 공덕동   | 공덕동   | ↑ 참고 |
| 도화동    | 도화동   | 桃花洞   | 조선시대에는 한성부 서부 용산방 마포계(麻浦契)·도화동계(桃花洞契)였다. 1911년 경성부 용산면에 속하였고, 1914년에는 도화정(桃花町)이라고 하였다. 1943년 용산구에 편입되었고, 1944년 마포구로 관할이 바뀌었으며, 1946년 10월 1일 도화동으로 개명.                                                |
| 도화동    | 마포동   | 麻浦洞   | 1944년 10월 마포구 신설로 마포구 마포정이 되었고 1946년 10월 1일 마포동으로 개명. |
| 용강동    | 용강동   | 龍江洞   | 1944년 10월 마포구 신설로 마포구 용강정이 되었고 1946년 10월 1일 용강동으로 개명. |
| 용강동    | 토정동   | 土亭洞   | 1944년 10월 마포구 신설로 마포구 토정정이 되었고 1946년 10월 1일 토정동으로 개명. |
| 용강동    | 도화동   | 도화동   | ↑ 참고 |
| 용강동    | 마포동   | 마포동   | ↑ 참고 |
| 용강동    | 대흥동   | 대흥동   | ↓ 참고 |
| 용강동    | 염리동   | 염리동   | ↓ 참고 |
| 대흥동    | 대흥동   | 大興洞   | 1944년 10월 마포구 신설로 마포구 대흥정이 되었고 1946년 10월 1일 대흥동으로 개명. |
| 대흥동    | 노고산동 | 老姑山洞 | 1936년 노고산정(老姑山町), 1943년에는 서대문구 노고산정이라 하였다. 1946년 10월 1일 노고산동으로 개명. 1964년 6월 1일 서대문구에서 마포구로 편입되었다. |
| 대흥동    | 신수동   | 신수동   | ↓ 참고 |
| 염리동    | 염리동   | 鹽里洞   | 1944년 10월 마포구 신설로 마포구 염리정이 되었고 1946년 10월 1일 염리동으로 개명. |
| 염리동    | 공덕동   | 공덕동   | ↑ 참고 |
| 신수동    | 신수동   | 新水洞   | 1944년 10월 마포구 신설로 마포구 신수정이 되었고 1946년 10월 1일 신수동으로 개명. |
| 신수동    | 현석동   | 玄石洞   | 1944년 10월 마포구 신설로 마포구 현석정이 되었고 1946년 10월 1일 현석동으로 개명. |
| 신수동    | 구수동   | 舊水洞   | 1944년 10월 마포구 신설로 마포구 구수정이 되었고 1946년 10월 1일 구수동으로 개명. |
| 신수동    | 신정동   | 新井洞   | 1944년 10월 마포구 신설로 마포구 신정정이 되었고 1946년 10월 1일 신정동으로 개명. |
| 신수동    | 대흥동   | 대흥동   | ↑ 참고 |
| 서강동    | 창전동   | 倉前洞   | 조선시대의 창고인 광흥창의 앞동네라는 뜻에서 유래했다. 1944년 10월 마포구 신설로 마포구 창전정이 되었고 1946년 10월 1일 창전동으로 개명. |
| 서강동    | 상수동   | 上水洞   | 1944년 10월 마포구 신설로 마포구 상수정이 되었고 1946년 10월 1일 상수동으로 개명. |
| 서강동    | 하중동   | 賀中洞   | 1944년 10월 마포구 신설로 마포구 하중정이 되었고 1946년 10월 1일 하중동으로 개명. |
| 서강동    | 당인동   | 唐人洞   | 1944년 10월 마포구 신설로 마포구 당인정이 되었고 1946년 10월 1일 당인동으로 개명. |
| 서강동    | 신정동   | 신정동   | ↑ 참고 |
| 서교동    | 서교동   | 西橋洞   | 1944년 10월 마포구 신설로 마포구 서교정이 되었고 1946년 10월 1일 서교동으로 개명. |
| 서교동    | 동교동   | 東橋洞   | 1944년 10월 마포구 신설로 마포구 동교정이 되었고 1946년 10월 1일 동교동으로 개명. |
| 서교동    | 노고산동 | 노고산동 | ↑ 참고 |
| 합정동    | 합정동   | 合井洞   | 1944년 10월 마포구 신설로 마포구 합정정이 되었고 1946년 10월 1일 합정동으로 개명. |
| 망원제1동 | 망원동   | 望遠洞   | 1944년 10월 마포구 신설로 마포구 망원정이 되었고 1946년 10월 1일 망원동으로 개명. 한강을 이웃하고 있어, 1990년대 초까지만 해도 서울의 상습 침수 지역 중 하나였다. 이런 이유 때문에 개발도 상대적으로 덜 돼 망원동은 인근 합정동이나 상암동에 비해 노후 주택이 많은 편이다.                     |
| 망원제2동 | 망원동   | 望遠洞   | 1944년 10월 마포구 신설로 마포구 망원정이 되었고 1946년 10월 1일 망원동으로 개명. 한강을 이웃하고 있어, 1990년대 초까지만 해도 서울의 상습 침수 지역 중 하나였다. 이런 이유 때문에 개발도 상대적으로 덜 돼 망원동은 인근 합정동이나 상암동에 비해 노후 주택이 많은 편이다.                     |
| 연남동    | 연남동   | 延南洞   | 1975년 연희동 일부를 분리하여 연남동이라고 하였다. |
| 성산제1동 | 성산동   | 城山洞   | 1949년 8월 13일 서대문구(은평출장소에서 관할)로 편입되었고 1975년 10월 1일 마포구 관할이 되었다. |
| 성산제2동 | 〃       | 城山洞   | 1949년 8월 13일 서대문구(은평출장소에서 관할)로 편입되었고 1975년 10월 1일 마포구 관할이 되었다. |
| 성산제2동 | 중동     | 中洞     | 1949년 8월 13일 서대문구(은평출장소에서 관할)로 편입되었다. |
| 상암동    | 상암동   | 上岩洞   | 1949년 8월 13일 서대문구(은평출장소에서 관할)로 편입되었고 1975년 10월 1일 마포구 관할이 되었다. |

## 역사
- 1944년 11월 1일 경기도 경성부 서대문구에서 일부 분리하여 경기도 경성부 마포구가 설치되었다.[6]

| 조선총독부령 제350호 |             |
| 구 행정구역 | 신 행정구역 |
| 서대문구 공덕정, 신공덕정, 아현정, 신수정, 현석정, 구수정, 신정정, 창전정, 상수일정, 하수일정, 하중정, 당인정, 서교정, 동교정, 합정정, 망원정, 율도정 | 마포구 일원 |
| 용산구 도화정, 마포정, 용강정, 토정정, 대흥정, 염리정                                                                                                 | 마포구 일원 |
- 1946년 8월 15일 서울시 마포구로 개칭하였다.
- 1946년 9월 28일 서울특별자유시 마포구로 개칭하였다.
- 1946년 10월 1일 기존의 ~정(町)의 행정구역을 ~동(洞)으로 일괄 변경하였다.[2]
- 1949년 8월 15일 서울특별시 마포구로 개칭하였다.
- 1955년 4월 18일 종전의 동회를 동으로 개편하였다.[7]

19행정동 - 아현1,2,3,4동, 공덕1,2,3,4동, 신공덕1,2동, 도화1,2동, 관란동, 대흥동, 염리동, 신석동, 세교동, 서강동, 망원동
- 1964년 6월 1일 서대문구와 일부 행정구역 조정이 있었다.[8] (20행정동)

| 법률 제1640호                         |                            |
| 구 행정구역                           | 신 행정구역                |
| 서대문구 노고산동 전부 및 대현동 일부 | 마포구 노고산동            |
| 마포구 아현동 일부                    | 서대문구 북아현동으로 편입 |
- 1970년 5월 18일 아현1,2,3,4동을 아현1,2,3동으로, 공덕1,2,3,4동을 공덕1,2동으로, 신공덕1,2동을 신공덕동으로 합동하고, 관란동을 용강동으로, 신석동을 신수동으로 개칭하고, 서강동을 창전동과 상수동으로, 세교동을 서교동과 합정동으로 분동하였다. (18행정동)
- 1975년 10월 1일 서대문구 상암동 등이 마포구로 편입되었다.[5] (21행정동 27법정동)

| 대통령령 제7816호                                                |                               |
| 구 행정구역                                                      | 신 행정구역                   |
| 서대문구 상암동, 성산동과 수색동, 중동, 남가좌동, 연희동 중 일부 | 마포구 상암동, 성산동, 연남동 |
- 1977년 9월 1일 성산동을 성산1동, 성산2동으로 분동하였다.[9] (22행정동)
- 1980년 7월 1일 서교동을 서교동, 동교동으로, 망원동을 망원1,2동으로 분동하였다.[10] (24행정동)
- 1989년 6월 1일 하수동을 상수동에 편입하였다.[11] (26법정동)
- 2007년 1월 1일 아현2동과 아현3동을 아현2동으로, 도화1동과 도화2동을 도화동으로, 대흥동과 노고산동을 대흥동으로, 창전동과 상수동을 서강동으로 합동하였다.[12] (20행정동)
- 2008년 1월 7일 아현2동과 공덕2동을 아현동으로, 아현1동과 공덕1동, 신공덕동을 공덕동으로, 서교동과 동교동을 서교동으로 합동하였다.[13] (16행정동)